# Tornei di tennis maschili nel 1891
Prima della nascita della cosiddetta "Era Open" del tennis, ossia l'apertura ai tennisti professionisti degli eventi più importanti, tutti i tornei erano riservati ad atleti dilettanti. Nel 1891 tutti i tornei erano amatoriali, tra questi c'erano i tornei del Grande Slam: il Campionato francese di tennis, il Torneo di Wimbledon, e gli U.S. National Championships.

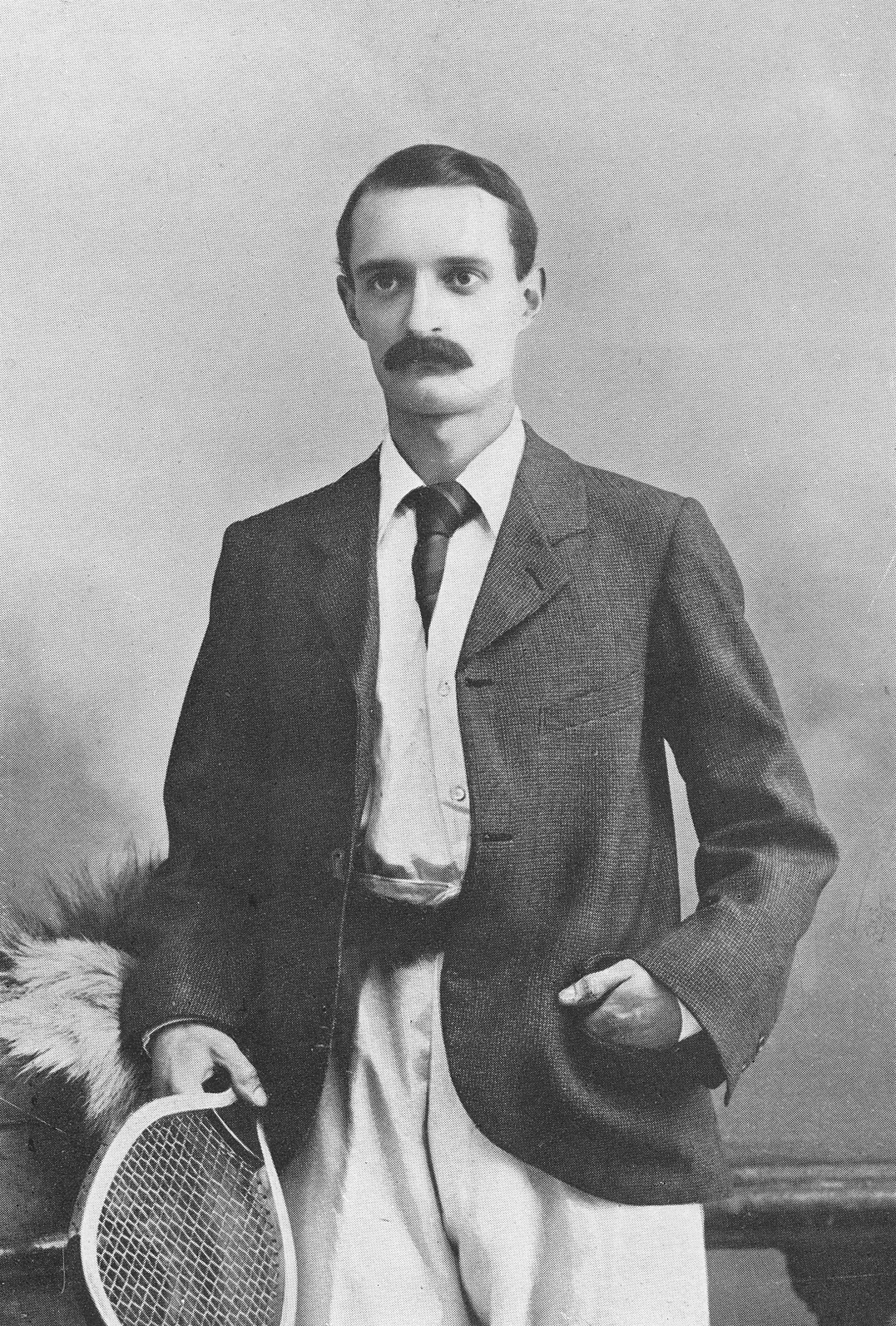
Immagine di Wilfred Baddeley che nel 1891 vinse il suo primo titolo dei tre vinti ai Championships

Nel 1891 venne disputata la 15ª edizione del Torneo di Wimbledon questo vide la prima vittoria (in seguito avrebbe vinto altre 2 volte) di Wilfred Baddeley che sconfisse nella finale del torneo preliminare il britannico Joshua Francis Pim per 6–4, 1–6, 7–5, 6–0. Baddeley sconfisse poi nel challenge round il detentore del titolo, Willoughby Hamilton, per walkover. Nella 6ª edizione del doppio maschile i fratelli Wilfred ed Herbert Baddeley conquistarono il trofeo battendo nel challenge round i detentori del titolo Joshua Pim e Frank Stoker per 6-1, 6-3, 1-6, 6-2.
Nel 1891 venne disputata anche l'11ª edizione dell'Irish Championships dove s'impose il britannico Ernest Lewis che sconfisse in finale Joshua Pim per 6-2 6-3 8-6. Nello U.S. National Championships, (oggi conosciuto come US Open) tenutosi sui campi in erba del Newport Casino di Newport negli Stati Uniti nel singolare maschile s'impose lo statunitense Oliver Campbell, che sconfisse il connazionale Clarence Hobart in 5 set col punteggio di 2-6 7-5 7-9 6-1 6-2. Oltre al torneo di singolare maschile si disputò anche il torneo di doppio, non più allo Staten Island Cricket Club di New York, ma sempre a Newport: qui s'imposero Oliver Campbell e Bob Huntington che sconfissero i detentori del titolo Valentine Hall e Clarence Hobart per 6-3, 6-4, 8-6.
Nel New South Wales Championships di Sydney ad imporsi nel singolare maschile fu il britannico, primo non australiano a vincere il torneo, Wilberforce Vaughan Eaves che in finale sconfisse l'australiano e detentore del titolo Dudley Webb col punteggio di 3-6, 6-3, 6-4, 8-6.
Nel British Covered Court Championships di Londra, uno dei primi tornei della storia ad essere disputato su campi indoor, nel caso particolare nel sul parquet, s'impose, nel singolare maschile, Ernest George Meers che nel challenge round sconfisse il detentore del titolo Ernest Lewis per 6-3 3-6 6-1 6-2.
Nel 1891 nacque un altro torneo del Grande Slam che si affiancò a Wimbledon e U.S. National Championships: in quest'anno venne disputata la prima edizione del Campionato francese di tennis (oggi conosciuto come Open di Francia o Roland Garros), questo si tenne a Parigi. Fu organizzato dall'Union des Sociétés Françaises des Sports Athlétiques sui campi in erba del Racing Club de France. Il torneo si svolse in un solo giorno in cui parteciparono solo cinque giocatori. Il britannico H. Briggs si impose nel torneo del singolare maschile battendo in finale P. Baigneres per 6-3, 6-2. Nelle prime edizione questo torneo era riservato solo ai residenti in Francia o comunque a quei giocatori non francesi che fossero affiliati ad un club transalpino. Solo nel 1925 il torneo sarebbe stato aperto anche agli stranieri.

## Calendario

### Gennaio
Nessun evento

### Febbraio
Nessun evento

### Marzo
| Settimana | Torneo                                                                             | Vincitore        | Finalista                        | Semifinalisti                          | Eliminati ai quarti                |
| --------- | ---------------------------------------------------------------------------------- | ---------------- | -------------------------------- | -------------------------------------- | ---------------------------------- |
| 14 marzo  | South Australian Championships 1891 Adelaide, Australia Cemento Singolare - Doppio | J. R. Baker 13-7 | Bert H. E. Hambidge J. D. Stuart | Robert George Bowen Frank Raymond Hone | H. E. Hill S. S. Gault A. P. Scott |
| 14 marzo  | South Australian Championships 1891 Adelaide, Australia Cemento Singolare - Doppio |                  |                                  | Robert George Bowen Frank Raymond Hone | H. E. Hill S. S. Gault A. P. Scott |

### Aprile
| Settimana | Torneo                                                                            | Vincitore                           | Finalista         | Semifinalisti | Eliminati ai quarti |
| --------- | --------------------------------------------------------------------------------- | ----------------------------------- | ----------------- | ------------- | ------------------- |
| aprile    | British Covered Court Championships 1891 Londra, Gran Bretagna Singolare - Doppio | Ernest George Meers 6-3 3-6 6-1 6-2 | Ernest Wool Lewis |               |                     |
| aprile    | British Covered Court Championships 1891 Londra, Gran Bretagna Singolare - Doppio |                                     |                   |               |                     |

### Maggio
| Settimana | Torneo                                                                  | Vincitore                                    | Finalista                   | Semifinalisti                   | Eliminati ai quarti                               |
| --------- | ----------------------------------------------------------------------- | -------------------------------------------- | --------------------------- | ------------------------------- | ------------------------------------------------- |
| Maggio    | Irish Championships 1891 Dublino, Irlanda Singolare - Doppio            | Ernest Lewis 6-2 6-3 8-6                     | Joshua Pim                  |                                 |                                                   |
| Maggio    | Irish Championships 1891 Dublino, Irlanda Singolare - Doppio            |                                              |                             |                                 |                                                   |
| 16 maggio | New South Wales Championships 1891 Sydney, Australia Singolare - Doppio | Wilberforce Vaughan Eaves 3-6, 6-3, 6-4, 8-6 | Dudley Webb Ben Green       | H. W. Bartram Richard E. Shuter | John Crammond Mr. Salmon Mr. Tiley A. E. Crossman |
| 16 maggio | New South Wales Championships 1891 Sydney, Australia Singolare - Doppio |                                              |                             | H. W. Bartram Richard E. Shuter | John Crammond Mr. Salmon Mr. Tiley A. E. Crossman |
| 17 maggio | Campionato francese di tennis 1891 Parigi, Francia Singolare - Doppio   | H. Briggs 6-3 6-4                            | P. Baigneres                |                                 |                                                   |
| 17 maggio | Campionato francese di tennis 1891 Parigi, Francia Singolare - Doppio   | B. Desjoyau T. Legrand                       | Cucheval-Clarigny Boulanger |                                 |                                                   |
| 22 maggio | Southern Championships 1891 Washington, USA Singolare - Doppio          | Edward Ludlow Hall Jr. 6-1 6-0 7-5           | A.E. Wright                 |                                 |                                                   |
| 22 maggio | Southern Championships 1891 Washington, USA Singolare - Doppio          |                                              |                             |                                 |                                                   |

### Giugno
| Settimana | Torneo                                                                        | Vincitore                                   | Finalista                    | Semifinalisti | Eliminati ai quarti |
| --------- | ----------------------------------------------------------------------------- | ------------------------------------------- | ---------------------------- | ------------- | ------------------- |
| 6 giugno  | West of England Championships 1891 Bath, Gran Bretagna Singolare - Doppio     | Harry Barlow 2-6 6-3 6-4 6-4                | James Baldwin                |               |                     |
| 6 giugno  | West of England Championships 1891 Bath, Gran Bretagna Singolare - Doppio     |                                             |                              |               |                     |
| 13 giugno | Scottish Championships 1891 Edimburgo, Gran Bretagna Singolare - Doppio       | Ernest de Sylly Hamilton Browne 6-3 6-3 6-1 | Arthur Benjamin Carvosso     |               |                     |
| 13 giugno | Scottish Championships 1891 Edimburgo, Gran Bretagna Singolare - Doppio       |                                             |                              |               |                     |
| 13 giugno | Welsh Championships 1891 Newport, Gran Bretagna Singolare - Doppio            | Harry Barlow 5-7 6-2 7-5 0-6 6-1            | Harold Mahony                |               |                     |
| 13 giugno | Welsh Championships 1891 Newport, Gran Bretagna Singolare - Doppio            |                                             |                              |               |                     |
| 16 giugno | South African Championships 1891 Città del Capo, Sudafrica Singolare - Doppio | Lionel Richardson 6-2 10-8 6-2              | Charles Winslow              |               |                     |
| 16 giugno | South African Championships 1891 Città del Capo, Sudafrica Singolare - Doppio |                                             |                              |               |                     |
| 20 giugno | Northern Championships 1891 Manchester, Gran Bretagna Singolare - Doppio      | Joshua Pim 4-6 8-6 6-4 7-5                  | Wilfred Baddeley             |               |                     |
| 20 giugno | Northern Championships 1891 Manchester, Gran Bretagna Singolare - Doppio      |                                             |                              |               |                     |
| 20 giugno | Kent Championships 1891 Beckenham, Gran Bretagna Singolare - Doppio           | Ernest George Meers 6-0 6-2 6-2             | Arthur Gore                  |               |                     |
| 20 giugno | Kent Championships 1891 Beckenham, Gran Bretagna Singolare - Doppio           |                                             |                              |               |                     |
| 20 giugno | New England Championships 1891 New Haven, USA Singolare - Doppio              | Charles T. Lee 2-6 10-8 4-6 6-1 6-4         | Robert Palmer Huntington Jr. |               |                     |
| 20 giugno | New England Championships 1891 New Haven, USA Singolare - Doppio              |                                             |                              |               |                     |
| 22 giugno | Middle States Championships 1891 Hoboken, USA Singolare - Doppio              | Charles Sands walkover                      | Howard Augustus Taylor       |               |                     |
| 22 giugno | Middle States Championships 1891 Hoboken, USA Singolare - Doppio              |                                             |                              |               |                     |

### Luglio
| Settimana | Torneo                                                                       | Vincitore                                         | Finalista               | Semifinalisti | Eliminati ai quarti |
| --------- | ---------------------------------------------------------------------------- | ------------------------------------------------- | ----------------------- | ------------- | ------------------- |
| 4 luglio  | Torneo di Wimbledon 1891 Londra, Gran Bretagna Singolare - Doppio            | Wilfred Baddeley 6-4 1-6 7-5 6-0                  | Joshua Pim              |               |                     |
| 4 luglio  | Torneo di Wimbledon 1891 Londra, Gran Bretagna Singolare - Doppio            | Wilfred Baddeley Herbert Baddeley 6-1 6-3 1-6 6-2 | Joshua Pim Frank Stoker |               |                     |
| 18 luglio | Queen's Club Championships 1891 Londra, Gran Bretagna Singolare - Doppio     | Harry Barlow 6-4 2-6 6-0 7-5                      | Joshua Pim              |               |                     |
| 18 luglio | Queen's Club Championships 1891 Londra, Gran Bretagna Singolare - Doppio     |                                                   |                         |               |                     |
| 20 luglio | Western Championships 1891 Chicago, USA Singolare - Doppio                   | Samuel Thompson Chase 2-6 6-4 7-5 6-2             | B.F. Cummins            |               |                     |
| 20 luglio | Western Championships 1891 Chicago, USA Singolare - Doppio                   |                                                   |                         |               |                     |
| 25 luglio | Middlesex Championships 1891 Chiswick Park, Gran Bretagna Singolare - Doppio | Ernest George Meers walkover                      | Ernest Wool Lewis       |               |                     |
| 25 luglio | Middlesex Championships 1891 Chiswick Park, Gran Bretagna Singolare - Doppio |                                                   |                         |               |                     |
| 31 luglio | Longwood Bowl 1891 (Eastern Championships) Boston, USA Singolare - Doppio    | Edward Ludlow Hall Jr. 6-1 8-6 6-3                | Philip Shelton Sears    |               |                     |
| 31 luglio | Longwood Bowl 1891 (Eastern Championships) Boston, USA Singolare - Doppio    |                                                   |                         |               |                     |

### Agosto
| Settimana | Torneo                                                                                  | Vincitore                                  | Finalista                      | Semifinalisti | Eliminati ai quarti |
| --------- | --------------------------------------------------------------------------------------- | ------------------------------------------ | ------------------------------ | ------------- | ------------------- |
| 1º agosto | Northumberland Championships 1891 Newcastle upon Tyne, Gran Bretagna Singolare - Doppio | Harold Mahony 6-2 6-4 6-3                  | Thomas Chaytor                 |               |                     |
| 1º agosto | Northumberland Championships 1891 Newcastle upon Tyne, Gran Bretagna Singolare - Doppio |                                            |                                |               |                     |
| 2 agosto  | Northwestern Championships 1891 Minnetonka, USA Singolare - Doppio                      | Victor Elting                              | non conosciuta (bandiera)      |               |                     |
| 2 agosto  | Northwestern Championships 1891 Minnetonka, USA Singolare - Doppio                      |                                            |                                |               |                     |
| 16 agosto | Derbyshire Championships 1891 Buxton, Gran Bretagna Singolare - Doppio                  | David G. Chaytor 6-1 6-1 6-3               | George Ball Greeene            |               |                     |
| 16 agosto | Derbyshire Championships 1891 Buxton, Gran Bretagna Singolare - Doppio                  |                                            |                                |               |                     |
| 22 agosto | North of England Championships 1891 Scarborough, Gran Bretagna Singolare - Doppio       | Harry Barlow 6-3 6-2 2-6 7-5               | James Baldwin                  |               |                     |
| 22 agosto | North of England Championships 1891 Scarborough, Gran Bretagna Singolare - Doppio       |                                            |                                |               |                     |
| 22 agosto | Queensland Championships 1891 Brisbane, Australia Singolare - Doppio                    | Arthur Taylor 6-3 6-4 4-6 5-6 6-2          | Peter Balderston MacGregor     |               |                     |
| 22 agosto | Queensland Championships 1891 Brisbane, Australia Singolare - Doppio                    |                                            |                                |               |                     |
| 26 agosto | U.S. National Championships 1891 Newport, USA Singolare - Doppio                        | Oliver Campbell 2-6 7-5 7-9 6-1 6-2        | Clarence Hobart                |               |                     |
| 26 agosto | U.S. National Championships 1891 Newport, USA Singolare - Doppio                        | Oliver Campbell Bob Huntington 6-3 6-4 8-6 | Valentine Hall Clarence Hobart |               |                     |

### Settembre
| Settimana    | Torneo                                                                           | Vincitore                            | Finalista              | Semifinalisti | Eliminati ai quarti |
| ------------ | -------------------------------------------------------------------------------- | ------------------------------------ | ---------------------- | ------------- | ------------------- |
| 3 settembre  | Southern California Championships 1891 Santa Monica, USA Singolare - Doppio      | Theodore Coulter 6-4 4-6 5-7 6-4 7-5 | E. Cawston             |               |                     |
| 3 settembre  | Southern California Championships 1891 Santa Monica, USA Singolare - Doppio      |                                      |                        |               |                     |
| 12 settembre | South of England Championships 1891 Eastbourne, Gran Bretagna Singolare - Doppio | Harry Barlow 6-3 7-5 6-0             | Arthur George Ziffo    |               |                     |
| 12 settembre | South of England Championships 1891 Eastbourne, Gran Bretagna Singolare - Doppio |                                      |                        |               |                     |
| 12 settembre | Pacific Coast Championships 1891 Berkeley, USA Singolare - Doppio                | William H. Taylor 6–2 6–1 5–7 6–3    | Charles Parker Hubbard |               |                     |
| 12 settembre | Pacific Coast Championships 1891 Berkeley, USA Singolare - Doppio                |                                      |                        |               |                     |

### Ottobre
| Settimana  | Torneo                                                                   | Vincitore                   | Finalista      | Semifinalisti | Eliminati ai quarti |
| ---------- | ------------------------------------------------------------------------ | --------------------------- | -------------- | ------------- | ------------------- |
| 17 ottobre | National Collegiate Championships 1891 New Haven, USA Singolare - Doppio | Frederick Hovey 6-4 6-2 6-2 | Charles T. Lee |               |                     |
| 17 ottobre | National Collegiate Championships 1891 New Haven, USA Singolare - Doppio |                             |                |               |                     |

### Novembre
| Settimana   | Torneo                                                               | Vincitore                            | Finalista         | Semifinalisti | Eliminati ai quarti |
| ----------- | -------------------------------------------------------------------- | ------------------------------------ | ----------------- | ------------- | ------------------- |
| 14 novembre | Victorian Championships 1891 Melbourne, Australia Singolare - Doppio | Augustus Kearney 6-2 5-7 3-6 6-4 6-2 | Richard E. Shuter |               |                     |
| 14 novembre | Victorian Championships 1891 Melbourne, Australia Singolare - Doppio |                                      |                   |               |                     |

### Dicembre
| Settimana   | Torneo                                                                  | Vincitore                         | Finalista             | Semifinalisti | Eliminati ai quarti |
| ----------- | ----------------------------------------------------------------------- | --------------------------------- | --------------------- | ------------- | ------------------- |
| 30 dicembre | New Zealand Championships 1891 Napier, Nuova Zelanda Singolare - Doppio | Richard Dacre Harman 6-4 6-4 10-8 | Joy Marriott Marshall |               |                     |
| 30 dicembre | New Zealand Championships 1891 Napier, Nuova Zelanda Singolare - Doppio | Minden Fenwick F. Logan           |                       |               |                     |